# Wolf Schmid
Wolf Schmid (* 24. März 1944 in Teplitz-Schönau, Reichsgau Sudetenland) ist ein deutscher Slawist und Narratologe.

## Leben
Wolf Schmid besuchte von 1954 bis zum Jahre 1963 das Rethel-Gymnasium in Düsseldorf. Er erwarb dort sein Abitur und studierte von 1963 bis 1969 Slavistik, Germanistik und Philosophie in Köln, Prag sowie an der Ruhr-Universität in Bochum. Sein erstes Staatsexamen für das höhere Lehramt erwarb er 1969 in Bochum. Wechselte sodann an die Universität München, wo er von 1969 bis 1972 wissenschaftlicher Assistent war und im Jahre 1972 mit der Dissertation zum Thema „Textaufbau in den Erzählungen Dostoevskis“ promoviert wurde. Von 1972 bis 1976 war er Dozent für russische Literatur an der Rijksuniversiteit Utrecht (Niederlande). 1976 übernahm Schmid eine Professur an der Universität Oldenburg und trat 1978 eine ordentliche Professur an der Universität Hamburg an, die er bis zu seiner Emeritierung 2009 innehatte.
Schmid ist besonders als Narratologe hervorgetreten und in vielen Wissenschaftsorganisationen tätig. An der Universität Hamburg gründete er 1998 die „Forschergruppe Narratologie“ und saß ihr als Sprecher vor. Ebenda war er 2004 Direktor des Interdisciplinary Center for Narratology und 2009 wurde er Vorstandsvorsitzender des „European Narratology Network.“
In den Jahren 1989 und 2005 war Wolf Schmid ausländisches Mitglied der Kommission zur Evaluation der nicht-westlichen Philologien an den Universitäten der Niederlande und von 1988 bis 2005 Mitglied des deutsch-russischen Kuratoriums des Alexander-Sergejewitsch-Puschkin-Preises der Alfred Toepfer Stiftung F.V.S., dessen Vorsitz er 1993 bis 2005 innehatte. 1997 war Schmid ausländisches Mitglied der Jury des Booker Russian Novel Prize und ist seit 2005 Jurymitglied des Efim Etkind-Preises der Europäischen Universität St. Petersburg.

## Werk
Schmid entwickelte eine Alternative zum dreistufigen Modell der Redewiedergabe (zitierte, transponierte und erzählte Rede). Sein „Textinterferenz-Modell“ sieht lediglich zwei Hauptarten der Redewiedergabe vor: die Figurenrede und die Erzählerrede. Dabei definiert er als Figurenrede ausschließlich die direkte Rede der Figur als Zitat, während alle weiteren Textanteile, also auch die vom Erzähler in anderer als der direkten Weise wiedergegebene Rede einer Figur, in den Bereich der Erzählerrede fallen. Die Bezeichnung „Textinterferenz-Modell“ rührt daher, dass eine beliebige Passage der Erzählerrede stets sowohl narratoriale (auf den Erzähler verweisende) als auch figurale (auf die Figur verweisende) Merkmale aufweisen kann, was Schmid in Anlehnung an Valentin Vološinov als „Interferenz von Erzählertext und Figurentext“ oder kurz als „Textinterferenz“ bezeichnet.
In der Geschichtswissenschaft wird Schmids Modell der narrativen Transformation u. a. von Martin Clauss rezipiert.
Als Slawist arbeitete Schmid zu den Klassikern der russischen Literatur: Puškin, Dostoevskij, Tschechow und zur russischen Prosa der 1920er Jahre (Babel’, Oleša, Zamjatin) sowie zur Prosa der 1960er Jahre (Bitov, Trifonov).

## Ehrungen
- 2000: Ehrendoktorwürde der Universität St. Petersburg.
- 2003: Ehrenurkunde des Gouverneurs von St. Petersburg für Verdienste in der Entwicklung der Städtepartnerschaft Hamburg-St. Petersburg.

2004: Festschrift zum 60. Geburtstag: Lazar Fleishman, Christine Gölz, Aage A. Hansen-Löve (Hrsg.): Analysieren als Deuten. Wolf Schmid zum 60. Geburtstag. University Press, Hamburg 2004, ISBN 3-9808985-6-3.
- 2007: Medaille der Gouverneurin von St. Petersburg für das Engagement in der Städtepartnerschaft Hamburg-St. Petersburg.
- 2008: Puschkin-Medaille des Präsidenten der Russischen Föderation für Verdienste im Bereich der Kultur, der Geisteswissenschaften, der Literatur und Kunst.

## Publikationen
Monographien
- Der Textaufbau in den Erzählungen Dostoevskijs. 2. Auflage. Verlag B. R. Grüner, Amsterdam 1986 (1. Auflage. Wilhelm Fink Verlag, München 1973).
- Der ästhetische Inhalt. Zur semantischen Funktion poetischer Verfahren. The Peter de Ridder Press, Lisse 1977, ISBN 90-316-0128-4.
- Puškins Prosa in poetischer Lektüre. Die Erzählungen Belkins. Wilhelm Fink Verlag, München 1991.
  - Russisch: Проза Пушкина в поэтическом прочтении. Повести Белкина и Пиковая дама. 2., erw. Auflage. St. Petersburg 2013 (1. Auflage. 1996).
  - Serbisch: Poetsko čitanje Puškinove proze. Belkinove priče. Preveo T. Bekić. Sremski Karlovac, Novi Sad 1999.
- Ornamentales Erzählen in der russischen Moderne. Čechov – Babel' – Zamjatin. Verlag Peter Lang, Frankfurt am Main 1992.
- Вольф Шмид: Проза как поэзия. Пушкин — Достоевский — Чехов — авангард. 2., verb. und wesentl. erw. Auflage. St. Petersburg 1998 (1. Auflage. 1994).
- Вольф Шмид: Нарратология. 2., verb. Auflage. Verlag «Языки славянской культуры», Moskau 2008 (1. Auflage. 2003).
  - Deutsch: Elemente der Narratologie. 3., überarb. und erw. Auflage. de Gruyter, Berlin/ Boston 2013 (1. Auflage. 2005).
  - Englisch: Narratology. An Introduction. de Gruyter, Berlin / New York 2010.
  - Persisch: کتاب درآمدی بر روایت شناسی [Eine Einführung in Erzählungen]. Translated from the English version by Tagi Poor-Namdarian and Nayereh Pakmehr. Siahroud Publication, Teheran 2016, ISBN 978-600-7617-19-9.

- Mentale Ereignisse. Bewusstseinsveränderungen in europäischen Erzählwerken vom Mittelalter bis zur Moderne (= Narratologia. 58). de Gruyter, Berlin / Boston 2017.
  - Englisch: Mental Events. Changes of Mind in European Narratives from the Middle Ages to Postrealism. Hamburg University Press, Hamburg 2021.

- Narrative Motivierung. Von der romanischen Renaissance bis zur russischen Postmoderne (= Narratologia. 69). de Gruyter. Berlin/ Boston 2020.
- Figurally Colored Narration. Case Studies from English, German, and Russian Literature (= Narratologia. 81). de Gruyter. Berlin/ Boston 2022.
- The Nonnarrated (= Narratologia 87). Berlin & Boston: Walter de Gruyter Verlag, 2023. 152 S.
- Ornamental Narration. Case Studies from German and Russian Literature. (= Narratologia 95). Berlin & Boston: Walter de Gruyter Verlag, 2025. 180 S.

Herausgabe narratologischer Internetzeitschriften
- Narratorium. Междисциплинарный журнал. Russischsprachige Internetzeitschrift zur Narratologie (mit Valerij Tjupa, Moskau) (narratorium.rggu.ru)
- Amsterdam International Electronic Journal of Cultural Narratology. Mit Willem Weststeijn, Amsterdam (uva.nl).

Herausgabe wissenschaftlicher Buchreihen
- Narratologia. Contributions to Narrative Theory. Walter de Gruyter Verlag, Berlin/ Boston (mit Fotis Jannidis, Matías Martínez und John Pier). Bisher erschienen: 81 Bände, 2003–2022.
- Slavische Literaturen. Texte und Abhandlungen. Verlag Peter Lang. Bisher erschienen: 52 Bände, 1992–2019.
- Петербургский сборник (mit Vladimir M. Markovič†, St. Petersburg). Erschienen: 5 Bände, 1993–2014.

Herausgabe von Sammelbänden
- Handbook of Narratology. 2., vollst. überarb. und erw. Auflage. Hrsg. von Peter Hühn, Jan Christoph Meister, John Pier, Wolf Schmid. de Gruyter, Berlin/ Boston 2014 (1. Auflage. 2009).
- Event and Eventfulness. Papers of the conference „Event, Eventfulness, Tellability“. Ghent 2007. Hrsg. von Wolf Schmid. In: Amsterdam International Electronic Journal for Cultural Narratology. Vol. 4 (2007).
- Mind – Narrative – Ethics. Proceedings of the Opening Conference of the European Narratology Network (ENN), Hamburg 2009. Hrsg. von Wolf Schmid. In: Amsterdam International Electronic Journal for Cultural Narratology. Vol. 5 (2008–2009) (uva.nl (Memento vom 2. Februar 2015 im Internet Archive)).
- Slavische Erzähltheorie. Russische und tschechische Ansätze. Hrsg. von Wolf Schmid. de Gruyter, Berlin / New York 2009.
- Russische Proto-Narratologie. Texte in kommentierten Übersetzungen. Hrsg. von Wolf Schmid. de Gruyter, Berlin / New York 2009.
- Проблемы нарратологии и опыт формализма/структурализма [Probleme der Narratologie und die Erfahrung des Formalismus/Strukturalismus – russ.] Hrsg. von V. M. Markovič und W. Schmid. St. Petersburg 2008.
- Point of View, Perspective, and Focalization. Modeling Mediation in Narrative. Hrsg. von Peter Hühn, Wolf Schmid, Jörg Schönert. de Gruyter, Berlin/New York 2009.
- Dialog der Texte. Hamburger Kolloquium zur Intertextualität. Hrsg. von Wolf Schmid und Wolf-Dieter Stempel. Wien 1983.
- Событие и событийность [Ereignis und Ereignishaftigkeit – russ.] Hrsg. von V. Markovič und W. Schmid. Intrada, Moskau 2010.
- Text – Symbol – Weltmodell. Johannes Holthusen zum 60. Geburtstag. Hrsg. von Johanna Renate Döring-Smirnov, Peter Rehder und Wolf Schmid. Sagner, München 1984.
- Mythos in der slawischen Moderne. Hrsg. von Wolf Schmid. Wien 1987.
- Русская новелла. Проблемы теории и истории. [Die russische Novelle. Theorie und Geschichte – russ.] Hrsg. von V. M. Markovič und W. Schmid. St. Petersburg 1993.
- Автор и текст. [Autor und Text – russ.] Hrsg. von V. Markovič und W. Schmid. St. Petersburg 1996.
- Парадоксы русской литературы. [Paradoxien der russischen Literatur – russ.] Hrsg. von V. Markovič und W. Schmid. St. Petersburg 2001.
- Существует ли Петербургский текст? [Gibt es den Petersburger Text? – russ.] Hrsg. von V. M. Markovič und W. Schmid. St. Petersburg 2005.
- Wortkunst • Erzählkunst • Bildkunst. Festschrift für Aage A. Hansen-Löve. Hrsg. von Rainer Grübel und Wolf Schmid. Sagner, München 2008.
- Emerging Vectors of Narratology (= Narratologia. 57). Hrsg. von Per Krogh Hansen, John Pier, Philippe Roussin, Wolf Schmid. de Gruyter, Berlin/ Boston 2017.
- Grundthemen der Literaturwissenschaft: Erzählen Hrsg. von Martin Huber und Wolf Schmid. de Gruyter, Berlin/ Boston 2018.